# Indolizidina
L'indolizidina è un composto organico eterociclico che costituisce lo scheletro centrale di un insieme di alcaloidi noti come alcaloidi indolizidinici.